# Mistrovství světa v zápasu ve volném stylu 1983
Mistrovství světa v zápasu ve volném stylu 1983 se uskutečnilo v Kyjevě, v Sovětském svazu.

## Přehled medailí
| Kategorie | Zlato             | Stříbro             | Bronz               |
| --------- | ----------------- | ------------------- | ------------------- |
| 48 kg     | Kim Chol-han      | Aleksandr Dorshu    | Jan Falandys        |
| 52 kg     | Valentin Jordanov | Toshio Asakura      | Anatolij Beloglazov |
| 57 kg     | Sergej Beloglazov | Hideaki Tomijama    | Stefan Ivanov       |
| 62 kg     | Viktor Alexejev   | Lee Roy Smith       | Simeon Šterev       |
| 68 kg     | Arsen Fadzajev    | Buyandelgeriin Bold | Kamen Penev         |
| 74 kg     | Dave Schultz      | Taram Magomadov     | Martin Knosp        |
| 82 kg     | Tajmuraz Dzgojev  | Zevegiin Düvchin    | Efraim Kamberov     |
| 90 kg     | Petr Naniev       | Ivan Ginov (BUL)    | Uwe Neupert         |
| 100 kg    | Aslan Chadarcev   | Greg Gibson         | Georgi Yanchev      |
| +100 kg   | Salman Chasimikov | Adam Sandurski      | Bruce Baumgartner   |

## Týmové hodnocení
| Pořadí | Muži volný styl | Muži volný styl |
| Pořadí | Tým             | Body            |
| ------ | --------------- | --------------- |
| 1      | Sovětský svaz   | 56              |
| 2      | Bulharsko       | 34              |
| 3      | USA             | 22              |
| 4      | Japonsko        | 16              |
| 5      | Mongolsko       | 15              |
| 6      | Polsko          | 11              |